# Salto em grandes alturas no Campeonato Mundial de Esportes Aquáticos de 2019 - Masculino
A prova do salto em grandes alturas masculino é um dos eventos do Campeonato Mundial de Esportes Aquáticos de 2019 que foi realizado entre os dias 22 de julho e 24 de julho de 2019 na cidade de Gwangju, na Coreia do Sul. 

## Medalhistas
| Ouro            | Prata              | Bronze                 |
| Gary Hunt (GBR) | Steven LoBue (USA) | Jonathan Paredes (MEX) |

## Resultados
As duas primeiras rodadas ocorreram no dia 22 de julho com início às 14:00.  As duas últimas rodadas ocorreram no dia 24 de julho com início às 12:00. 
| Pos.              | Saltador              | Nacionalidade  | Rodada 1 | Rodada 2 | Rodada 3 | Rodada 4      | Total  |
| ----------------- | --------------------- | -------------- | -------- | -------- | -------- | ------------- | ------ |
| Medalha de ouro   | Gary Hunt             | Reino Unido    | 71.40    | 117.60   | 97.20    | 156.00        | 442.20 |
| Medalha de prata  | Steven LoBue          | Estados Unidos | 75.60    | 142.80   | 95.40    | 119.85        | 433.65 |
| Medalha de bronze | Jonathan Paredes      | México         | 75.60    | 133.95   | 91.80    | 128.80        | 430.15 |
| 4                 | Michal Navrátil       | Chéquia        | 74.20    | 119.85   | 90.00    | 96.75         | 380.80 |
| 5                 | Alessandro De Rose    | Itália         | 70.00    | 117.50   | 81.00    | 110.40        | 378.90 |
| 6                 | Andy Jones            | Estados Unidos | 71.40    | 108.10   | 81.00    | 105.35        | 365.85 |
| 7                 | Miguel García         | Colômbia       | 63.00    | 96.60    | 91.80    | 114.40        | 365.80 |
| 8                 | Viacheslav Kolesnikov | Ucrânia        | 61.60    | 105.60   | 88.40    | 102.50        | 358.10 |
| 9                 | Orlando Duque         | Colômbia       | 67.20    | 103.50   | 81.00    | 103.50        | 355.20 |
| 10                | David Colturi         | Estados Unidos | 63.00    | 91.00    | 90.00    | 99.90         | 343.90 |
| 11                | Sergio Guzmán         | México         | 67.20    | 101.05   | 88.20    | 72.00         | 328.45 |
| 12                | Nikita Fedotov        | Rússia         | 67.20    | 103.20   | 86.40    | 70.95         | 327.75 |
| 13                | Alain Kohl            | Luxemburgo     | 54.60    | 98.90    | 82.80    | Não avançaram | 236.30 |
| 14                | Cătălin-Petru Preda   | Roménia        | 75.60    | 83.20    | 75.60    | Não avançaram | 234.40 |
| 15                | Oleksiy Pryhorov      | Ucrânia        | 46.20    | 108.00   | 79.20    | Não avançaram | 233.40 |
| 16                | Owen Weymouth         | Reino Unido    | 68.60    | 99.00    | 64.80    | Não avançaram | 232.40 |
| 17                | Artem Silchenko       | Rússia         | 67.20    | 76.85    | 86.40    | Não avançaram | 230.45 |
| 18                | Kris Kolanus          | Polónia        | 67.20    | 75.20    | 82.80    | Não avançaram | 225.20 |
| 19                | Diego Rivero          | México         | 51.80    | 92.25    | 75.60    | Não avançaram | 219.65 |
| 20                | Blake Aldridge        | Reino Unido    | 61.60    | 91.65    | 63.00    | Não avançaram | 216.25 |
| 21                | Matthias Appenzeller  | Suíça          | 53.20    | 73.10    | 64.80    | Não avançaram | 191.10 |
| 22                | Igor Semashko         | Rússia         | 50.40    | 47.70    | 86.40    | Não avançaram | 184.50 |

Legenda
| Recorde mundial       | Recorde mundial (World record)               |                       | Recorde africano                      | Recorde africano (African) |                                           | Q | Classificado por posição (Qualified) |
| Recorde do campeonato | Recorde do campeonato (Championship record)  | Recorde da América    | Recorde da América (Americas)         | q                          | Classificado por melhor tempo (Qualified) |   |                                      |
| Melhor marca do ano   | Melhor marca do ano (World leading)          | Recorde asiático      | Recorde asiático (Asian)              | DNS                        | Não largou (Did not start)                |   |                                      |
| Recorde nacional      | Recorde nacional (National record)           | Recorde europeu       | Recorde europeu (European)            | DNF                        | Não terminou (Did not finish)             |   |                                      |
| Recorde pessoal       | Recorde pessoal do atleta (Personal best)    | Recorde da Oceania    | Recorde da Oceania (Oceania)          | DSQ / DQ                   | Desclassificado (Disqualified)            |   |                                      |
| Recorde da temporada  | Recorde da temporada do atleta (Season best) | Recorde sul-americano | Recorde sul-americano (South America) | NM                         | Sem marca (No mark)                       |   |                                      |